# Lamproglena carassii
Lamproglena carassii is een eenoogkreeftjessoort uit de familie van de Lernaeidae. De wetenschappelijke naam van de soort is voor het eerst geldig gepubliceerd in 1950 door Sproston, Yin & Hu.